# Linthal (Haut-Rhin)
Linthal je francouzská obec v departementu Haut-Rhin v regionu Grand Est. V roce 2014 zde žilo 635 obyvatel.

## Poloha obce
Sousední obce jsou: Fellering, Lautenbach, Lautenbachzell, Luttenbach-près-Munster, Metzeral, Oderen, Sondernach a Wasserbourg.

## Vývoj počtu obyvatel
Počet obyvatel